# Карл Рунге
Карл Давид Тольме Рунге (нім. Carl David Tolmé Runge; 30 серпня 1856 — 3 січня 1927) — німецький математик, фізик. Співавтор методу Рунге — Кутти в галузі, нині відомій як обчислювальна математика.
Провів перші роки свого життя в Гавані, де його батько, Джуліус Рунге, був данським консулом. Родина пізніше переїхала до Бремена, де батько помер досить рано (1864 року).
1880 року Рунге отримав ступінь доктора математики у Берліні, де займався під керівництвом Карла Веєрштраса. 1886 року Рунге став професором у Ганновері.
Навчався в Берлінському університеті у Карла Веєрштраса, 1880 року отримав ступінь доктора філософії (Ph. D.) з математики, з 1886 року був професором математики в Ганноверському університеті. 1904 року за ініціативою Фелікса Клейна був запрошений до Геттінгенського університету Георга-Августа й очолив знов відкриту кафедру прикладної математики. Вважається історично першим німецьким математиком з цієї дисципліни.
У Геттінгені, спільно з Мартіном Куттою, розробив методи чисельного інтегрування систем звичайних диференційних рівнянь — метод Рунге — Кутти.
Його інтереси включали математику, спектроскопію, геодезію й астрономію. Окрім чистої математики, в галузі якої проводив багато експериментальних робіт, Рунге вивчав спектральні лінії різних елементів і був дуже зацікавлений у продовженні робіт із астрономічної спектроскопії.
Досліджував поведінку поліноміальної інтерполяції при підвищенні ступеня поліномів — Феномен Рунге.
У галузі функціонального аналізу досліджував апроксимовність голоморфних функцій — теорема Рунге.
Відома його робота в галузі векторного аналізу — Вектор Лапласа — Рунге — Ленца.
Пішов у відставку 1925 року.
Кратер Рунге на Місяці названий його іменем.

## Праці
- Ueber die Krümmung, Torsion und geodätische Krümmung der auf einer Fläche gezogenen Curven (PhD dissertation, Friese, 1880)
- Analytische Geometrie der Ebene [Архівовано 20 листопада 2008 у Wayback Machine.] (B.G. Teubner, Leipzig, 1908)
- Graphical methods; a course of lectures delivered in Columbia university, New York, October, 1909, to January, 1910 (Columbia University Press, New York, 1912)
- Carl Runge und Hermann König Vorlesungen über numerisches Rechnen (Springer, Heidelberg, 1924)
- Graphischen Methoden (Teubner, 1928)